# پاساژ، لو-ا-گرون
پاساژ (به فرانسوی: Le Passage) یک کمون (فرانسه) در فرانسه است که در دپارتمان‌ لو-ا-گرون واقع شده‌است.
پاساژ ۱۲٫۸۹ کیلومتر مربع مساحت دارد ۵۰ متر بالاتر از سطح دریا واقع شده‌است.

## خواهرخوانده
شهرهای کنسوئگرا و وشچووا خواهرخوانده‌های پاساژ، لو-ا-گرون هستند.